# 17776 Троска
17776 Троска (17776 Troska) — астероїд головного поясу, відкритий 22 березня 1998 року.
Тіссеранів параметр щодо Юпітера — 3,460.
Названо на честь чеського письменника Яна Матзала Троски (чеськ. Jan Matzal Troska, 1881-1961).